# Jean Doumerc
Pour les articles homonymes, voir Doumerc.
Jean Doumerc, né le 8 février 1903 dans le 8e arrondissement de Paris (Seine) et mort le 18 juin 1980 à Viella (Gers), était un aviateur français, pilote d'essai dans l’Entre-deux-guerres chez plusieurs constructeurs aéronautiques.

## Distinctions
- Chevalier de la Légion d'honneur (1934)[2]